# Alianța Israelită Universală

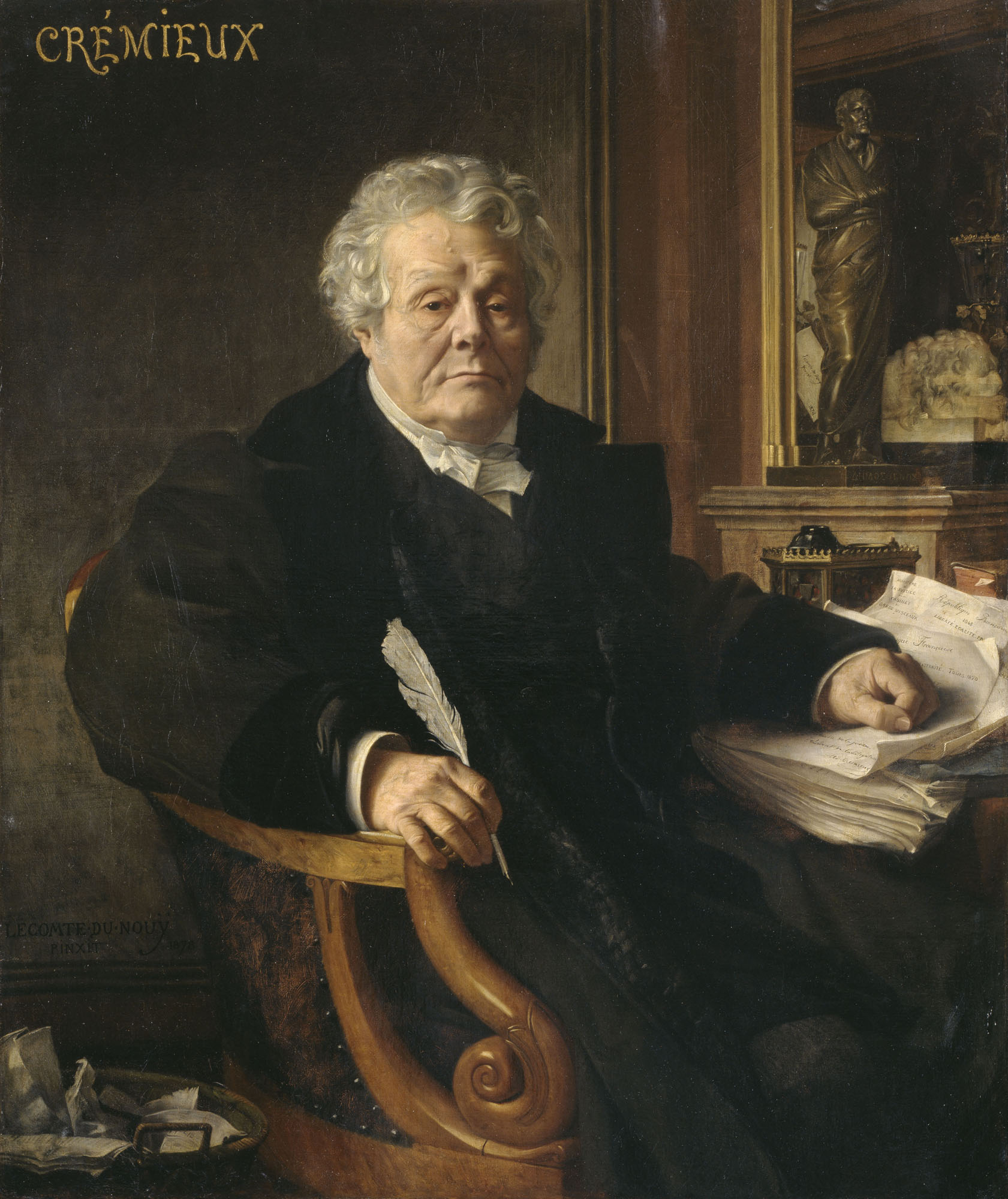
Adolphe Crémieux, portret de Jean-Jules-Antoine Lecomte du Nouy.

Alianța Israelită Universală (în franceză: Alliance Israélite Universelle) este o organizație evreiască fondată în anul 1860, care și-a pus drept scop să promoveze emanciparea evreilor și să apere drepturile lor ca oameni și cetățeni.
Organizația a fost fondată la Paris de o grupă de cetățeni francezi evrei onorabili, care erau îngrijorați de soarta evreilor din țârile unde aceștia nu erau cetățeni egali. Scandalul Edgardo Mortara, care a primit o largă atenție în ziarele contemporane, a dovedit opiniei publice pe ce treaptă socială inferioară se aflau evreii și cum erau violate drepturile lor elementare. 
În fruntea fondatorilor s-a aflat Adolphe Crémieux, politician evreu francez, care era președintele Consistoriei centrale evreiești și a fost președintele Alianței Israelite Universale până la moartea lui, în 1870.

## Educația copiilor
Ca să sprijine emanciparea evreilor, Alianța Israelită Universală a fondat școli pentru copii evrei, școli moderne în care lecțiile erau predate în limba franceză. Prima școală a fost fondată în anul 1862 în Maroc. În anul 1870, în Israel, a fost fondată prima școală agricolă evreiască, Mikve Israel. În anul 1884, la Haifa, a fost fondată o școală în care se învăța de la grădiniță până la bacalaureat. În 1890 s-a deschis prima școală la Tripoli, în Libia. Alianța Israelită Universală a înființat sute de școli, în special în țările în care existau comunități evreiești mai puțin dezvoltate. În anul 1912 existau în Maroc 14 școli, iar în Imperiul Otoman 72.

## Diplomația
Fruntașii acestei organizații se străduiau să convingă guvernele țărilor în care trăiau evrei lipsiți de drepturi, în special în țările musulmane și în Europa de Est, să îmbunătățească situația evreilor și să-i aducă la un statut de egalitate cu restul populației. Crémieux a vizitat România, împreună cu Moses Montefiore, în anii 1866 - 1867. El a obținut promisiunea guvernului român să pună capăt persecuției evreilor, dar această promisiune n-a fost respectată și legile române au continuat să persecute evreii.